# Máté Péter (labdarúgó, 1979)
Máté Péter (Böhönye, 1979. november 15. –) magyar labdarúgó.

## Pályafutása
Élvonalbeli pályafutását Kaposváron kezdte 2001-ben. 
A csapata meghatározó emberévé vált, mikor 2006-ban a ZTE-hez igazolt már csapatkapitánynak mondhatta magát.
A korábbi csapatánál megszokott középpályás poszt helyett új csapatában főleg a balhátvédként számítottak rá, ahol jól megállta a helyét.
A 2007-2008-as szezonban Lovre Vulin érkeztével és Kádár Tamás látványos fejlődésével megoldottnak volt tekinthető a poszt, így újra a középpályán kapott szerepet. Kádár Angliába igazolása után újra többször visszarendelték a védelembe, alkalmanként a jobb oldalra. Egyre többször rá hárult a szabadrúgások elvégzése is. A következő idényben újra a középpálya közepén számított rá Supka Attila és Csank János is.
100. alkalommal NBI-es mérkőzésen az Újpest ellen 4-1-re megnyert találkozón lépett pályára 2008. február 29-én.
2011 telén igazolt vissza régi csapatához, Kaposvárra egy csereüzlet keretében.

## Sikerei, díjai
ZTE
- Magyar bajnoki bronzérmes: 2007
- Magyarkupa-döntős: 2010